# Pachydactylus werneri
Pachydactylus werneri är en ödleart som beskrevs av  Hewitt 1935. Pachydactylus werneri ingår i släktet Pachydactylus och familjen geckoödlor. Inga underarter finns listade i Catalogue of Life.